# Parafia św. Stanisława Kostki w Mrokowie
Parafia pw. Świętego Stanisława Kostki w Mrokowie – parafia rzymskokatolicka należąca do dekanatu tarczyńskiego, archidiecezji warszawskiej, metropolii warszawskiej Kościoła katolickiego.